# 條子鴿
條子鴿，本名酈俊睿，台東人，中華民國（臺灣）自稱為作家，現為新黨臺北市議員侯漢廷辦公室副主任。曾擔任警察多年，創作多以類似自身過去警察實務經驗口吻搭配時事評論。2020年出版首本作品《你所說的都將成為呈堂證供》。
2021年9月，在臉書張貼文章影射過去曾因攔檢時任行政院長謝長廷之子，而遭記申誡二支，卻被發現其事為假，且陸續被發現過去所稱之經歷、言論有多處不實。著作遭出版社回收下架。

## 生平概略
酈俊睿在花蓮出生，從小在台東的眷村長大。酈俊睿出生時父親已51歲、是名軍人，長期不在家，酈俊睿與父親的相處時間並不多。小學時，母親離家出走。 酈俊睿高中時常無照駕駛，因而被警察追、開單，而對警察不懷好感。
17歲就讀軍校，夢想成為戰鬥機飛行員，但酈俊睿在空軍官校讀不到幾個月就被退學。。
酈俊睿後來考進警員進修班第四期（等同警專11期），於1994年進入保一總隊服務。支援電信警察隊時涉汲「電信洩密案」遭檢警調查，台灣高雄地方法院93年訴字第2967號刑事判決顯示，酈員在未出具公文的情況下，向電信業者取得電磁紀錄，再轉交給李姓男子，這份刑事判決記載，酈俊睿涉犯圖利、公務員洩漏國防以外的秘密文書、消息罪，宜由檢察官另行偵辦。
酈員2007年11月至2012年10月任職台北市萬華分局期間，均於萬華分局服務，期間均未曾擔任「偵查佐」及「特殊任務警力」。後來稱想回老家照顧父親，因而請調回台東縣警局的南王派出所服務。在台東服務期間曾有一次挽救自殺民眾。但兩年後2014年10月至-2020年12月又請調回台北萬華分局，調至漢中所、萬華分局勤務指揮中心、最後在萬華分局人事室負責處理獎勵業務。任職台北市期間，均在萬華分局服務，期間均未曾擔任「偵查佐」及「特殊任務警力」。。
在萬華分局人事室辦業務，經常刁難基層員警報獎，引來許多基層員警不滿，萬華分局基層員警私下都稱酈員為「嘉獎守門員」。
酈俊睿，與妻子在2007年於西園所認識，妻子目前任職臺北市政府警察局刑事警察大隊行政組擔任內勤，兩人育有一女。

## 經歷
- 保一總隊（1994-1999）並支援刑事警察局局電信警察隊、公路警察局、國道公路警察局。
- 臺北市政府警察局萬華分局（2007/11-2012/10、2014/10-2020/12）
  - 漢中所、勤務指揮中心、西園、桂林所、人事室
- 臺東縣政府警察局南王派出所（2013-2014）[6]
- 新黨臺北市議員侯漢廷服務處主任[11]

## 爭議事件

### 影射謝長廷濫權施壓
2021年9月4日，酈俊睿於「條子鴿」臉書粉絲專頁發文稱在台北市任職時，曾因對某「行政院長的兒子」開出闖紅燈罰單，遭副分局長關切，並在隔日中午獲二支申誡處份。文末並特別註記「遠在日本的謝先生」，影射時任中華民國駐日代表謝長廷。9月8日，謝長廷公開呼籲酈俊睿提出證據，若所言為真，願意下跪道歉。10日，台北市警察局公開指出，酈俊睿曾於2007年11月至2012年10月以及2014年10月至2020年12月，在萬華分局服務。而謝長廷擔任行政院長時間為2005年至2006年，與酈調至北市警局的時間有出入，也進一步證實，酈俊睿在萬華分局期間，未曾因執勤態度不佳而受到懲處。酈俊睿面對質疑，先於9月7日下午發文強調書籍、粉專文章皆為其親身經歷，沒有說謊或杜撰，也未影射謝長廷關說。文並附一張獎懲紀錄表圖片，證明曾經支援國道警察勤務；但因表中申誡0支，不符其先前稱收到二支申誡。
時任國民黨籍不分區立法委員的葉毓蘭在該文中留言「真的不容易看出來，如果是那位領養的。」，並轉貼到她的私人臉書，引發批評；葉之後針對「領養」一語道歉，並稱與酈不熟，否認兩人共謀抹黑。

### 經歷造假
由於影射謝長廷一事被發現時序不符，各界針對酈俊睿自稱「從戰機飛行員變成基層小警員，一路上當過鎮暴警察、派出所管區、霹靂小組、國道警察到刑事警察」一事，以及其著作中內容進行檢驗，發現多項可疑之處。
空軍回應民進黨立委王定宇查證時稱，從未有「酈」姓的飛行員。北市市警局也指，酈悛睿於萬華分局服務期間，未曾擔任「偵查佐」及「特殊任務警力」。
此外，酈俊睿於《你所說的都將成為呈堂證供》一書中提及，其在台海危機時任戰機飛行員，為此事緊急升空；又稱周人蔘電玩弊案爆出前一年，在某派出所任職。但遭質疑周人蔘電玩弊案爆發與台海危機皆於1996年發生，時序有所矛盾。提到曾跟學長換班、帶死刑犯執行槍決，然而死刑在中華民國是由法警體系負責的範疇，非屬隸屬內政部警政署之下行政警察的業務。
曾為酈俊睿寫推薦序的作家黃大米則發文稱酈俊睿撒謊成性，願意向想退書的消費者退款，為推薦錯人負責。
針對造假事件，出版《你所說的都將成為呈堂證供》的寶瓶文化於2021年9月11日發佈聲明，將該書全面下架並接受退書。2022年10月12日於臉書粉專「條子鴿」公開道歉。

## 著作
- 《你所說的都將成為呈堂證供》（2020，寶瓶文化），ISBN 9789864061990 (已下架不販賣)

## 外部連結
- 條子鴿的Facebook專頁